# Żandarm Europy

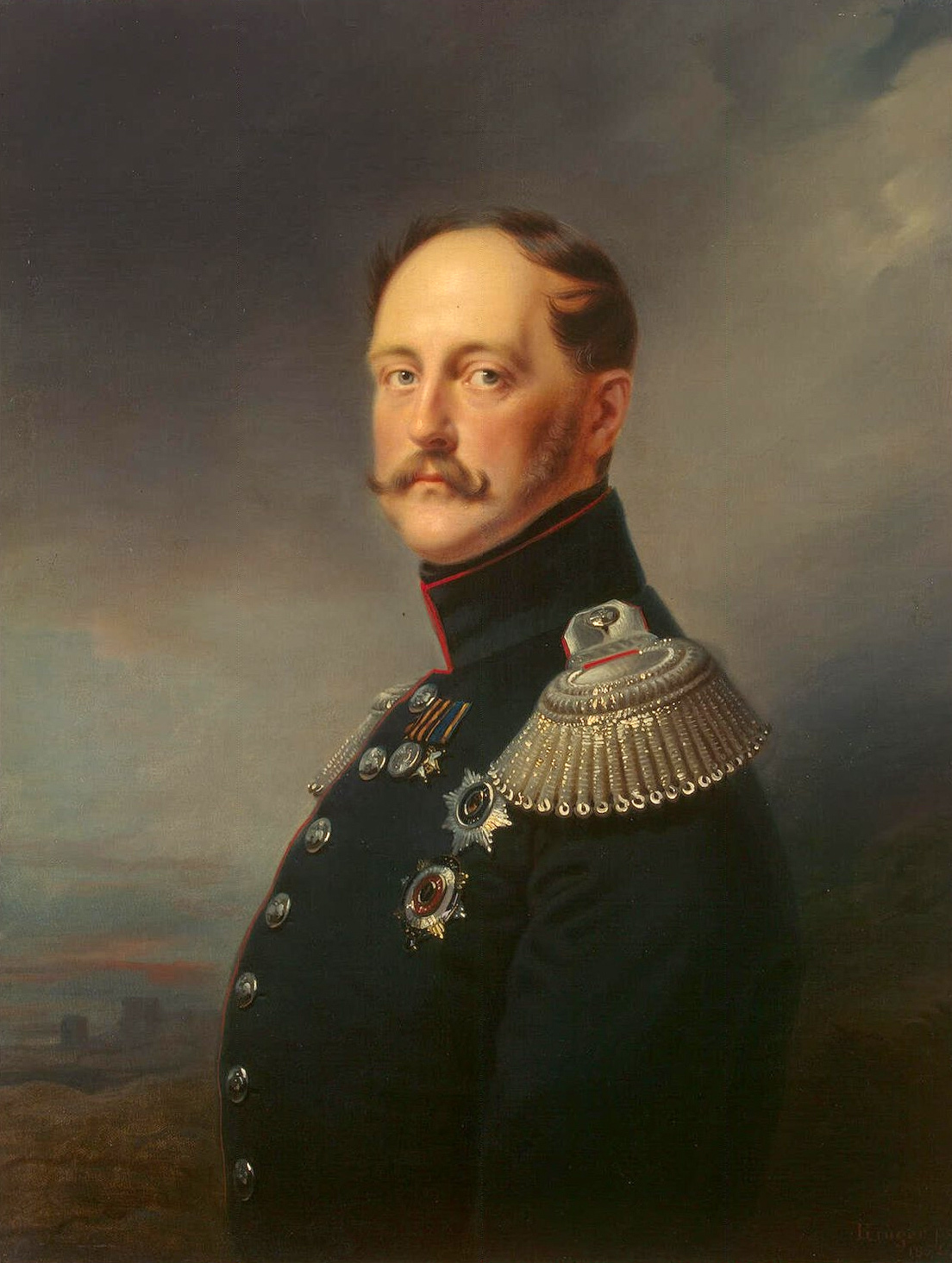
Mikołaj I Romanow

Żandarm Europy – pojęcie odwołujące się do rosyjskiego cara Mikołaja I (ur. 1796, zm. 1855). Przydomek ten zyskał po tym, jak carska Rosja stłumiła powstanie dekabrystów w 1825, powstanie listopadowe w Polsce w 1831 i rewolucję węgierską w 1849.
Porażka militarna w wojnie krymskiej z Imperium Osmańskim oraz jego sojusznikami: Francją, Wielką Brytanią i Królestwem Sardynii doprowadziła do tego, że Rosja straciła pozycję wielkiego mocarstwa europejskiego.